# Chủ đầu tư bất động sản
Chủ đầu tư bất động sản hay còn có các tên gọi khác như nhà đầu tư bất động sản hoặc chủ doanh nghiệp bất động sản ở phạm vi nhỏ là những cá nhân đầu tư một cách tích cực hoặc hời hợt vào lĩnh vực nhà đất hay bất động sản. Một nhà đầu tư tích cực có thể mua một tài sản thực, đem ra tu sửa và/hoặc cải tiến tài sản đó, rồi bán nó để thu về lợi nhuận.

## Các nhà đầu tư/chủ doanh nghiệp bất động sản tiêu biểu
- Richard LeFrak, (chủ đầu tư bất động sản ở New York, Hoa Kỳ)
- Paul Allen (đồng sáng lập Microsoft và là chủ đầu tư ở Washington, Hoa Kỳ)
- Donald Bren (nhà phát triển bất động sản ở Mỹ)
- Donald Sterling (nhà phát triển bất động sản ở California, Hoa Kỳ và từng sở hữu Los Angeles Clippers)
- Donald J. Trump (nhà phát triển dự án bất động sản và là Tổng thống Hoa Kỳ thứ 45)
- Jerry Buss (chủ đầu tư, cựu hóa học gia, và là chủ sở hữu chính của Los Angeles Lakers)
- Gordon Campbell (nhà ngoại giao, chính trị gia, giáo viên và từng là nhà phát triển dự án BĐS người Canada)
- Barbara Corcoran (nữ doanh nhân ở New Jersey, Hoa Kỳ và là nhà đầu tư trong chương trình Shark Tank)
- Jim Bob Duggar (Arkansas-based entrepreneur, author, and television personality, primarily known for the television show 19 Kids and Counting)
- Jonathan Gray (Global Head of Real Estate and a member of the Board of Directors of Blackstone Group)
- Leona Helmsley (New York-based hotelier and businesswoman)
- Walter J. Hinneberg (German shipping magnate and owner of land under 40 Wall Street currently known as The Trump Building)
- Carlos Slim Helu (Mexican entrepreneur)
- Thomas S. Hinde (Founder of Mount Carmel, Illinois and owner of investment properties in Illinois, Indiana, and Ohio)
- Lý Gia Thành (doanh nhân Hồng Kông)
- Diane Kennedy (Reno-based CPA, best-selling real estate and tax author, Rich Dad advisor, real estate investor)
- Robert Kiyosaki (Phoenix based entrepreneur and author of the Rich Dad Poor Dad series of books)
- Robert Kraft (Boston-based businessman and majority owner of the New England Patriots)
- Jared Kushner (entrepreneur and newspaper publisher)
- Sharon Lechter (Arizona-based businesswoman and co-author of the Rich Dad Poor Dad series of books)
- Louis Lesser (California-based real estate developer and businessman)
- Master P (New Orleans-based musician and entrepreneur)
- Paul McCallum (Vancouver-based football player, real estate agent, and entrepreneur)
- Shaquille O'Neal (retired NBA basketball player)
- Jorge M. Pérez (Florida-based real estate developer and author)
- Arnold Schwarzenegger (California-based entrepreneur, actor in Terminator series of films, former Governor of California, bodybuilder)
- Bernard Spitzer (New York-based real estate developer and father of lawyer and former Governor of New York Eliot Spitzer)
- Steve Wynn (New York-based casino entrepreneur and real estate developer)
- Sam Zell (Chicago-based real estate entrepreneur and newspaper publisher)
- William Penn (17th century real estate entrepreneur, philosopher, writer and Quaker)
- Frederick Hinde Zimmerman (founder of the Grand Rapids Hotel and real estate investor)
- Mort Zuckerman (magazine editor, publisher, and real estate entrepreneur)
- Christina El Moussa (real estate entrepreneur, real estate investor, TV personality)
- Hilary Farr (real estate entrepreneur, real estate investor, TV personality)
- fictional: Bruce Wayne (industrialist, real estate investor, and superhero)
- fictional: Joseph Joestar (real estate investor)